# تايغر ايرويز
تايغر اير وايز (بالإنجليزية: Tiger Airways)‏ هي شركة طيران سنغافورية خاصة مقرها في سنغافورة، تعمل بنظام الطيران منخفض التكلفة. تعمل الشركة في جنوب شرق اسيا بالإضافة إلى الصين والهند. تأسست كشركة طيران مستقلة في عام 2003 و مقرها يقع في سنغافورة.
في أكتوبر 2004 أصبحت تايغر ايرويز شركة فرعية من الخطوط الجوية السنغافورية التي استحوذت على 56٪ من أسهم الشركة.

## نبذة تاريخية
بدأت الشركة رحلاتها في 15 سبتمبر 2004  وهي الآن شركة مدرجة في البورصة السنغافورية.
فازت شركة تايغر ايرويز بجائزة كابا (بالإنجليزية:  CAPA)‏ للطيران منخفض التكلفة عامي 2006 و 2010 بلاضافة إلى عدة جوائز أخرى.

## وجهات رحلاتها
تطير الشركة إلى أكثر من 60 وجهة بالتعاون مع شركاءها.

## الاسطول الجوي
| نوع الطائرة        | عدد الطائرات الموجودة في الخدمة | الطلبيات | عدد الركاب  |
| ------------------ | ------------------------------- | -------- | ----------- |
| إيرباص إيه 319-100 | 2                               | -        | 144         |
| إيرباص إيه 320-200 | 23                              | -        | 180         |
| إيرباص إيه 320 نيو | -                               | 37       | لم يحدد بعد |
| المجموع            | 25                              | 37       | -           |

## وصلات خارجية
الموقع الرسمي للشركة (إنجليزية)